# ソニー・ボーイ・ハロ
ソニー・ボーイ・ハロ（Sonny Boy Jaro、1982年3月24日 - ）は、フィリピンのプロボクサー。西ネグロス州シライ出身。第28代OPBF東洋太平洋ライトフライ級王者。第38代WBC世界フライ級王者。

## 人物
2001年9月1日、パラニャーケのエロルデスポーツセンターでダニエル・アリサラ（フィリピン）と対戦し、4回TKO勝ちを収め、プロデビュー戦を白星で飾った。
2002年5月31日、パラニャーケのエロルデスポーツセンターでジェリー・ロタ（フィリピン）と対戦し、プロ初黒星となる4回TKO負けを喫した。
2003年12月20日、カヴィテ州イムスで後のPABAフライ級王者リチャード・ガルシア（フィリピン）と対戦し、3-0の判定勝ちを収めた。
2004年7月4日、リサール州ビナンゴナンで後のOPBF東洋太平洋フライ級王者ジョジョ・バルドン（フィリピン）と対戦し、3-0の判定勝ちを収めた。
2004年12月5日、リサール州タイタイでラリー・メデとフィリピンGABライトフライ級王座決定戦を行い、7回TKO勝ちを収めて王座を獲得した。
2005年2月6日、西ネグロス州サン・カルロス・シティのサン・カルロス・シティホールでジョジョ・バルドンと再戦し、2回2分58秒KO勝ちを収め初防衛に成功した。
2005年4月29日、南アフリカムプマランガ州セクンダで行われたWBCインターナショナルフライ級王座決定戦で元IBO世界ライトフライ級王者のモネリシ・ムヤケニ（南アフリカ）と対戦し、6回32秒TKO負けを喫し王座獲得に失敗した。
2005年7月19日、インドネシアジャカルタのRCTIスタジオで行われたIBFパンパシフィックライトフライ級王座決定戦でアンキー・アンコタ（インドネシア）と対戦し、偶然両者の頭が激突した時に出来たアンコタの傷に、ハロのアッパーカットが2度当たり、傷口を悪化させたことにより試合続行不可能と判断され、6回負傷判定負けを喫し王座獲得に失敗した。
2005年10月28日、カヴィテ州トレース・マルティレスでアルフレッド・ナガル（フィリピン） と対戦、6回TKO勝ちを収め2度目の防衛に成功した。
2005年12月10日、リサール州カインタでケンクラット・サクプラチャ（タイ）と対戦し、1回KO勝ちで初防衛に成功した。ケンクラットはこの試合がデビュー戦だった。
2006年3月29日、タイ・サケーオ県で後のWBA世界ミニマム級王者でPABAミニマム級王者ポンサワン・ポープラムック（タイ）と対戦し、5回にポンサワンのボディブローでハロがダウンを奪われ、5回1分40秒KO負けを喫し王座獲得に失敗した。
2006年9月17日、タギッグでアロング・デノイ（フィリピン）と対戦し、3回に偶然のバッティングで頭が激突し、5回にもハロの頭が激突しデノイの目の上が切れ、ハロが1点減点され、そのデノイの傷が試合続行不可能と判断され、5回0-1（2者が47-47、47-48）の負傷判定引分で3度目の防衛に成功した。
2006年12月9日、リサール州ビナンゴナでウェンデル・ハニオラ（フィリピン）と対戦し、12回1-1（116-113、114-115、115-115）の判定で引き分けたが4度目の防衛に成功した。
2007年10月28日、リサール州ビナンゴナンでフィリピンGABライトフライ級王座決定戦でアルフレッド・ナガル（フィリピン）と2年ぶりに再戦し、1回にナガルから3度ダウンを奪い、1回2分42秒TKO勝ちを収め、GBA王座を再獲得した。
2008年2月29日、リサール州ビナンゴナンでジュリアス・アルコス（フィリピン）と対戦し、4回終了時TKO勝ちを収め初防衛に成功した。
2008年6月20日、パラワン州プエルト・プリンセサで行われたOPBF東洋太平洋ライトフライ級王座決定戦でアロング・デノイと2年ぶりに再戦し、2-1の判定勝ちを収め、OPBF王座獲得に成功した。
2008年9月27日、メキシコメキシコシティのアレナ・メヒコでWBC世界ライトフライ級王者エドガル・ソーサ（メキシコ）と対戦し、9回にソーサからダウンを奪ったが、0-3（109-118、110-117、110-117）の判定負けを喫し王座獲得に失敗した。
2009年11月21日、メキシコユカタン州メリダでWBA世界ライトフライ級王者ジョバンニ・セグラ（メキシコ）と対戦し、1回にセグラの左ボディーブローがハロに炸裂し、ライトフライ級最短の1回1分5秒KO負けを喫し王座獲得に失敗した。
2010年5月31日、ケソンのイーストウッドシティビジネスセンターで行われたIBFパンパシフィックライトフライ級王座決定戦でアルマンド・デラ・クルス（フィリピン）と対戦し、6回にハロのボディーブローがデラ・クルスに炸裂し、6回2分16秒KO勝ちを収め、王座獲得に成功した。
2010年10月30日、メキシコチワワ州チワワでWBC世界スーパーフライ級シルバー王者オスカー・イバラ（メキシコ）と対戦し、1回と2回に1度ずつダウンを奪われ、2回2分15秒TKO負けを喫し、王座獲得に失敗した。
2011年2月5日、大阪府立体育会館で向井寛史（日本）と対戦するも、8回0-3（2者が92-99、93-99）の判定負け。尚、この試合でウェイトオーバーを犯したため、JBCより以後1年間の「招聘禁止」処分を受ける。
2011年6月19日、リサール州ビナンゴナンで行われたIBFパンパシフィックライトフライ級暫定王座決定戦でレイ・ミグレノ（フィリピン）と、4回TKO勝ちを収めて王座を獲得した。
2012年3月2日、タイ・チョンブリー県でWBC世界フライ級王者ポンサクレック・ウォンジョンカム（タイ）と対戦し、ポンサクレックから1回と3回に1度、6回に2度のダウンを奪ったところでレフェリーストップがかかり、6回TKO勝ちを収めて3度目の世界挑戦にして世界王座の獲得に成功した。また、ポンサクレックがリングマガジンの同級王者にも認定されていたことから、この勝利によりリングマガジン王座も譲り受けたものとして認定された。この試合は2012年度リングマガジン アップセット・オブ・ザ・イヤーに選ばれている。
2012年7月16日、日本のウィングハット春日部にて元日本フライ級王者五十嵐俊幸（日本）と対戦し、12回1-2（116-112、112-116、113-115）の判定負けを喫し初防衛に失敗し王座から陥落した。前日計量では1度目に500gの体重超過があり、2度目で計量をパスするなど調整不足を露呈し、向井戦以来の招聘禁止の危機や体重超過による王座剥奪の危機に立たされ、試合後の判定には不満を漏らしていた。
2013年4月7日、日本のボディーメーカーコロシアムで久高寛之と対戦し、10回0-3（94-96、2者が94-98）の判定負けを喫した。
2013年8月1日、セブ市のウォーターフロント・セブシティ・ホテル&カジノでガパウル・バレロと対戦し、1-2（94-96、93-97、96-94）の判定負けを喫した。
2014年1月11日、メトロ・マニラの都市マンダルーヨンのナマヤン・バスケットボール・アリーナでマーゾン・カビージャと対戦し、1回2分22秒KO勝ちを収めた。
2014年11月30日、リサール州アンゴノのアンゴノ・スポーツ・コンプレックスでダニーロ・ペーニャとスーパーフライ級契約8回戦を行い、8回3-0（79-73、2者が78-74）の判定勝ちを収めた。
2015年2月15日、リサール州アンゴノのアンゴノ・スポーツ・コンプレックスでアルバート・アルコイとスーパーフライ級契約8回戦を行い、2回1分51秒TKO勝ちを収めた。
2015年4月29日、日本の堺市産業振興センターで川口勝太と53.2kg契約8回戦を行い、8回2-0（78-76、77-76、77-77）の判定勝ちを収めた。

## 戦績
- プロボクシング：58戦40勝 (28KO) 13敗5分

## 獲得タイトル
- フィリピンGABライトフライ級王座
- 第28代OPBF東洋太平洋ライトフライ級王座（防衛0=返上）
- IBFパンパシフィックライトフライ級暫定王座
- WBC世界フライ級王座（防衛0）
- リングマガジン世界フライ級王座

## 表彰
- 2012年度リングマガジン アップセット・オブ・ザ・イヤー(ポンサクレック・ウォンジョンカム戦)